# Jagirs de Satara
Els jagirs de Satara foren un grup d'estat tributaris protegits a la presidència de Bombai sota el control dels col·lectors de Satara (Bhor, Aundh, Phaltan, Jath i Daphlapur) i de Sholapur (Akalkot). Posteriorment els estats de Jath i Daphlapuri van passar a l'agència del País Maratha Meridional i d'aquesta al control del col·lector de Bijapur, mentre l'estat de Bhor va passar al control del col·lector de Poona.
La superfície dels jagirs era de 8.410 km². L'estat de Bhor estava situat al nord-oest del districte de Satara, Palthan al nord, Aundh a l'est, Jath i Daphlapur a l'extrem sud-est i Akalkot al sud-est de Sholapur. Els sis estats foren feudataris del raja de Satara, i van esdevenir tributaris del govern britànic directament quan aquest estat es va extingir per lapse el 1849. Els jagirs van conservar tots els seus antics drets i privilegis excepte el poder de vida i mort en casos criminals, que pels casos greus va passar sota autoritat britànica. Els títols dels sobirans eren Pant Pratinidhi (Aundh), Nimhalkar (Palthan), Pant Sachiv (Bhor), Raj Bhonsla (Akalkot) i Deshmukh (Jath i Daphlapur).